# Sågbäckslidens naturreservat
Sågbäckslidens naturreservat är ett naturreservat i Nordmalings kommun i Västerbottens län.
Området är naturskyddat sedan 2018 och är 250 hektar stort. Reservatet omfattar raviner och sluttningar kring Sågbäcken och en del av Lögdeälven. Reservatets består av strandlövskogar och äldre grannaturskogar.